# 王昌国
王昌国（1880年—1954年），女，湖南醴陵人。清末民初女权活动家、教育家。中国第一位女性省议员。

## 生平
1904年，王昌国留学日本，入东京青山实践女校。1905年，她加入中国同盟会，并当选为留日女学生会领导人之一。
辛亥革命后，她在长沙创立了女国民会，并参与发起成立了中华民国女子参政同盟会，当选该会总部协理。民国11年（1922年），在联省自治运动中，她经旅京醴陵同乡的推举，参加了湖南省议会议员竞选，并当选为湖南省议员，成为中国第一位女性省议员；她还当选为醴陵县议员。在议员任内，她曾经提出过废除娼妓、兴办女学等提案。 
民国13年（1924年），在第一次国共合作中，她和唐群英等人恢复了湖南女界联合会，她当选该会主任。在大革命中，她参加女界国民会议，曾通电斥责段祺瑞，支持孙中山到北京。在她的支持下，石道睿、向警予分别被推举担任湖南驻北京、驻上海代表，负责与北京、上海的女子团体联络和协调；湖南还派代表参加了在北京举行的全国妇女代表大会。1924年底，《湖南省宪法》修改，王昌国力争在该宪法中明定女性拥有财产继承权。湖南省议员程子枢提出取消女性受教育权的提案，并称“女子参政运动是调情运动，应取缔”，王昌国对此加以驳斥，使该提案取消。 
后来，她投身教育事业，曾任务本女校校长。
1954年，她在家病逝。